# Mariehäll
Mariehäll är en stadsdel i Bromma, Västerort inom Stockholms kommun, och området ligger vid gränsen till Sundbybergs kommun. Bebyggelsen består dels av industri- och kontorskomplex, dels äldre och nyare flerfamiljshus samt villabebyggelse.

## Historia

### Mariehälls gård och 1800-talets bostadsspekulationer

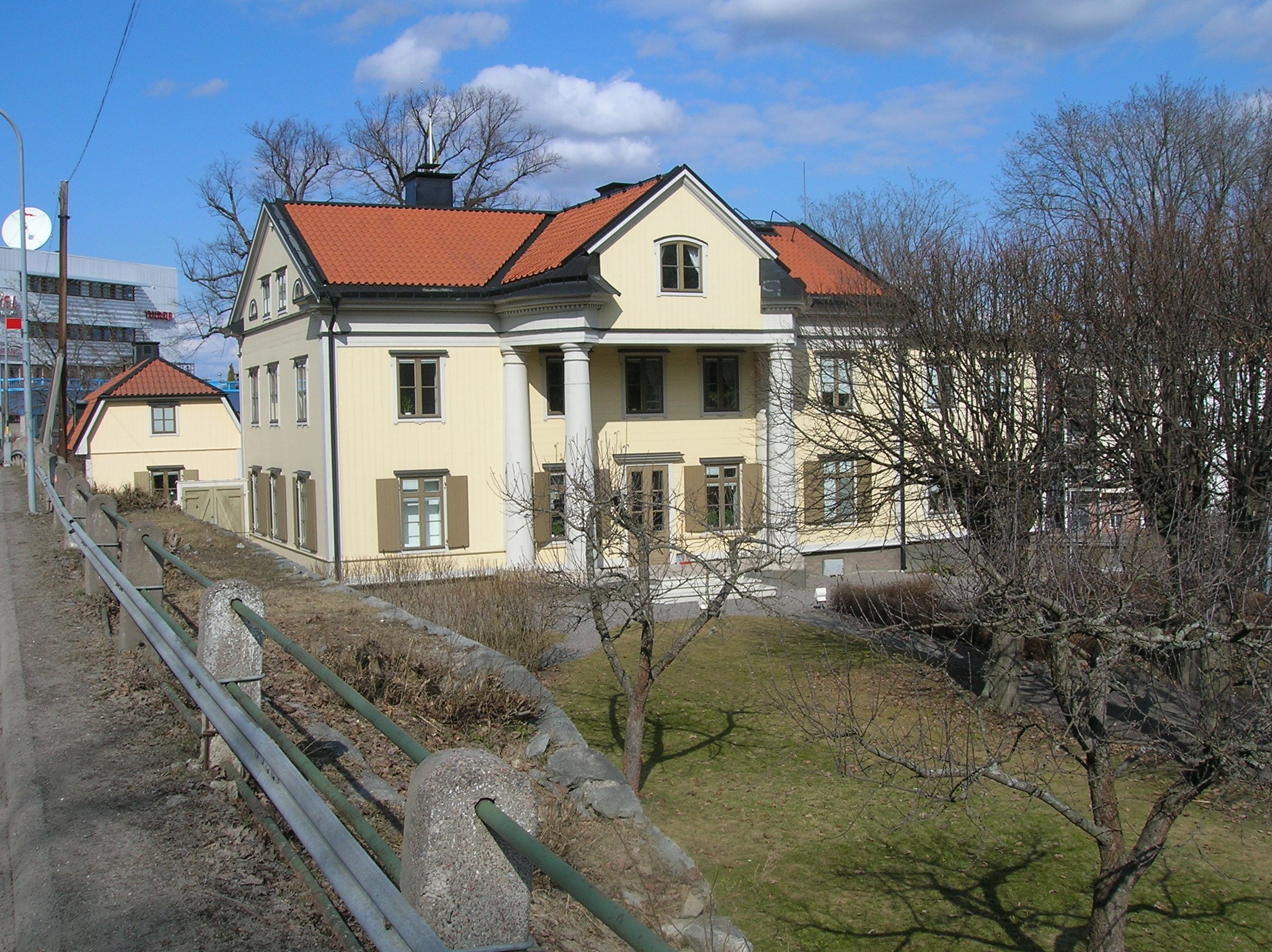
Mariehälls gård.

Området tillhörde fram till 1780-talet Bällsta säteri, då skedde en avsöndring av två torp på dess ägor, och den nya egendomen gavs namnet Mariehäll. Området låg vid Bällstaviken på den norra sidan om landsvägen som gick mellan Stockholm och Drottningholms slott.
Åren 1789–1790 uppfördes Mariehälls gård norr om landsvägen, med ekonomibyggnader och brännvinsbränneri. På den södra sidan låg Kratsboda gård, som i jordeboken 1568 bokfördes som torp och som senare blev Mariehälls mark och så småningom säteri. 1908 ingick Kratsboda i det då nybildade municipalsamhället Mariehäll. 
När järnvägen mellan Stockholm och Bergslagen drogs fram genom Sundbyberg 1876 fick det stor betydelse för hela området. Anders Petter  Löfström var en industriman som främst förknippas med Sundbyberg. Han var ägare av Sundbybergs gård. Under tiden 1878-1895 var han ägare till Mariehälls gård och drev Mariehälls tegelbruk. År 1881 lät han stycka av ett område mellan huvudbyggnaden och Bällstaån som fick namnet Margretero där enkla hyresvillor i trä uppfördes. Även industrier etablerades snart på ägorna. Anders Petter Löfström hyrde ut Mariehäll som bostad till nyetablerade fabrikörer. Liknande områden med industribebyggelse blandad med enkel bostadsbebyggelse fanns redan på andra håll kring Stockholm, exempel vid Liljeholmen/Årstadal. Anders Petter Löfström uppförde i egen regi ett tegelbruk strax intill Bällstaån på 1880-talet. Disponent på tegelbruket blev Löfströms son Elis Löfström. Under hans ledning genomfördes ytterligare avstyckningar på 1890-talet av ett 40-50-tal tomter, bland annat norr om Bällstavägen där ytterligare hyresvillor uppfördes. Kring sekelskiftet började även den närliggande Kratsboda gårds ägor att styckas av för bostadsbebyggelse under namnet Kratsboda Villatomter.  Man uppförde på dessa större hyreshus tänkta för arbetarna på industrierna i trakten. 
Bällsta gård hade år 1904 sålts till exploateringsbolaget Råsunda Förstads AB som började stycka av tomter till försäljning. Mellan 1905 och 1908 växte en kåkstad upp söder om Bällstavägen som fick namnet Bällsta villastad. År 1912 uppfördes Bällstalundsskolan invid Bällstavägen.
De sanitära förhållandena var dock inte de bästa, och 1908 förordnade Kungl. Maj:t tillämpning av stadsstadgor av de tätast bebyggda delarna. Från den 6 november 1908 inrättades Mariehälls municipalsamhälle i Bromma landskommun, men redan 1916 införlivades det i Stockholms stad. Som skäl angavs "att samhället genom en hänsynslös byggnadsspekulation kommit i olidligt tillstånd".

### Tidiga industrier

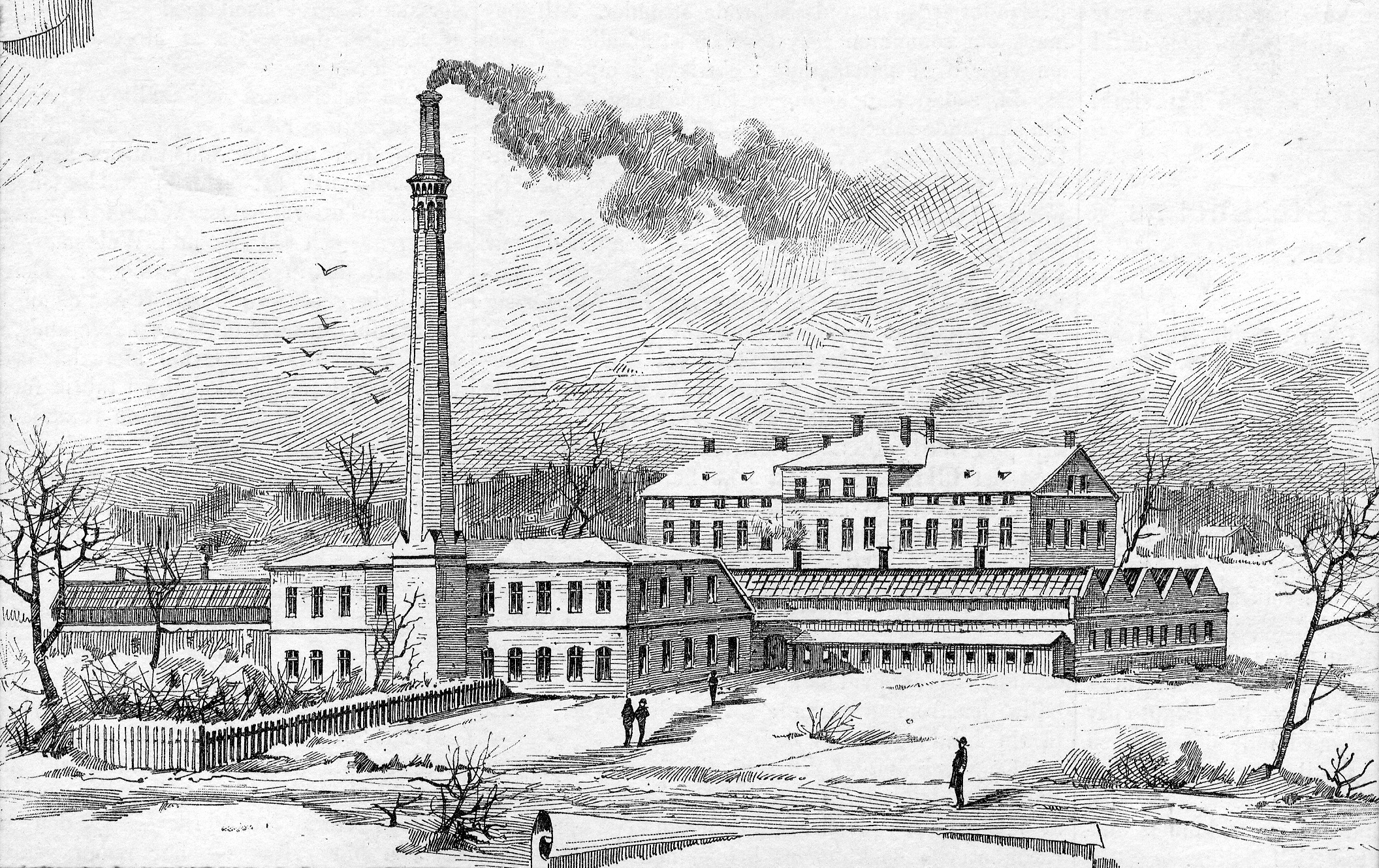
D Forsells filthattfabrik, teckning från tidningen "Hemmet" 1889.

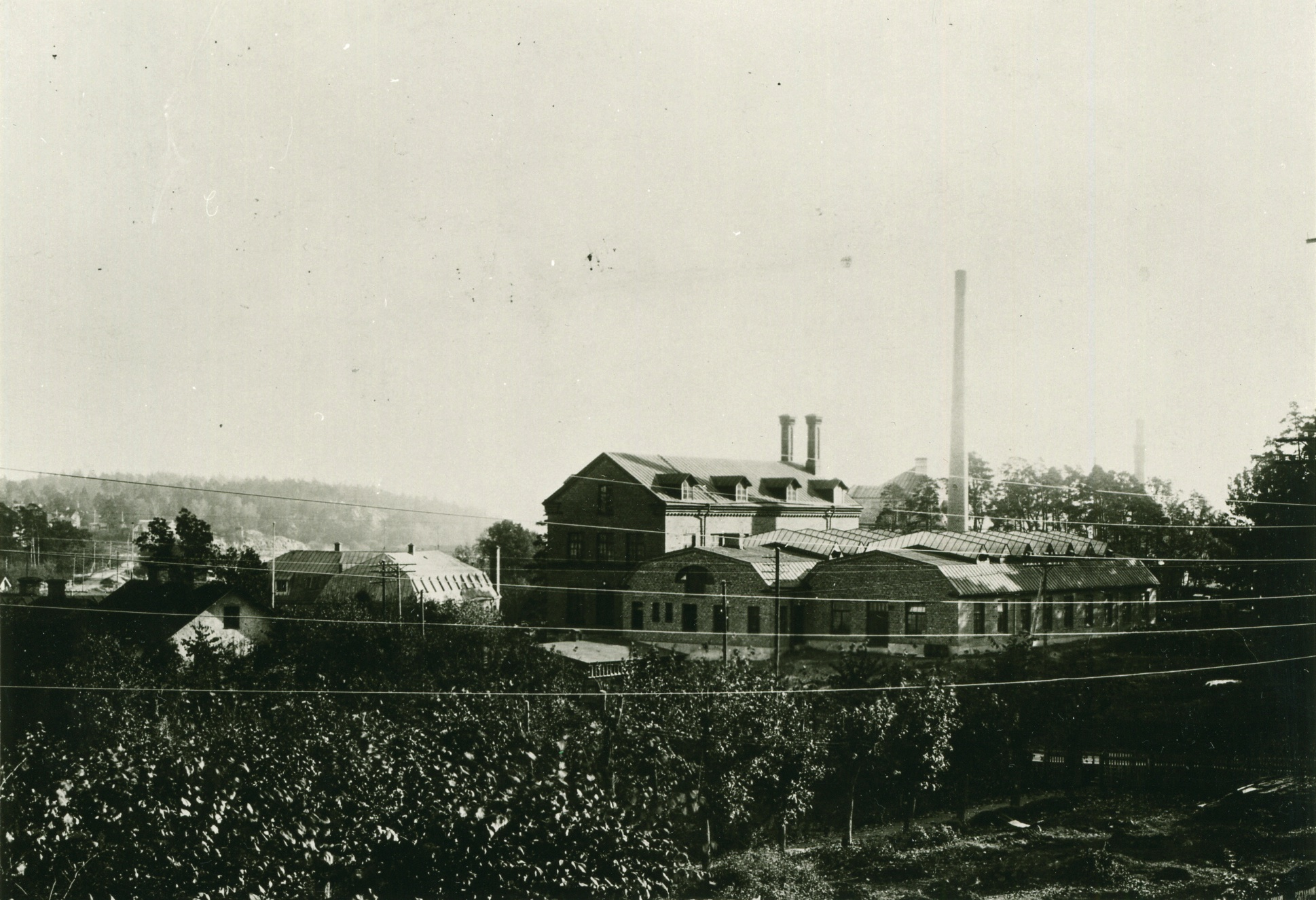
Fredfors Fabriks AB i Mariehäll vid 1900-talets början. Till vänster i bild skymtar skofabriken Andersson & Björck.

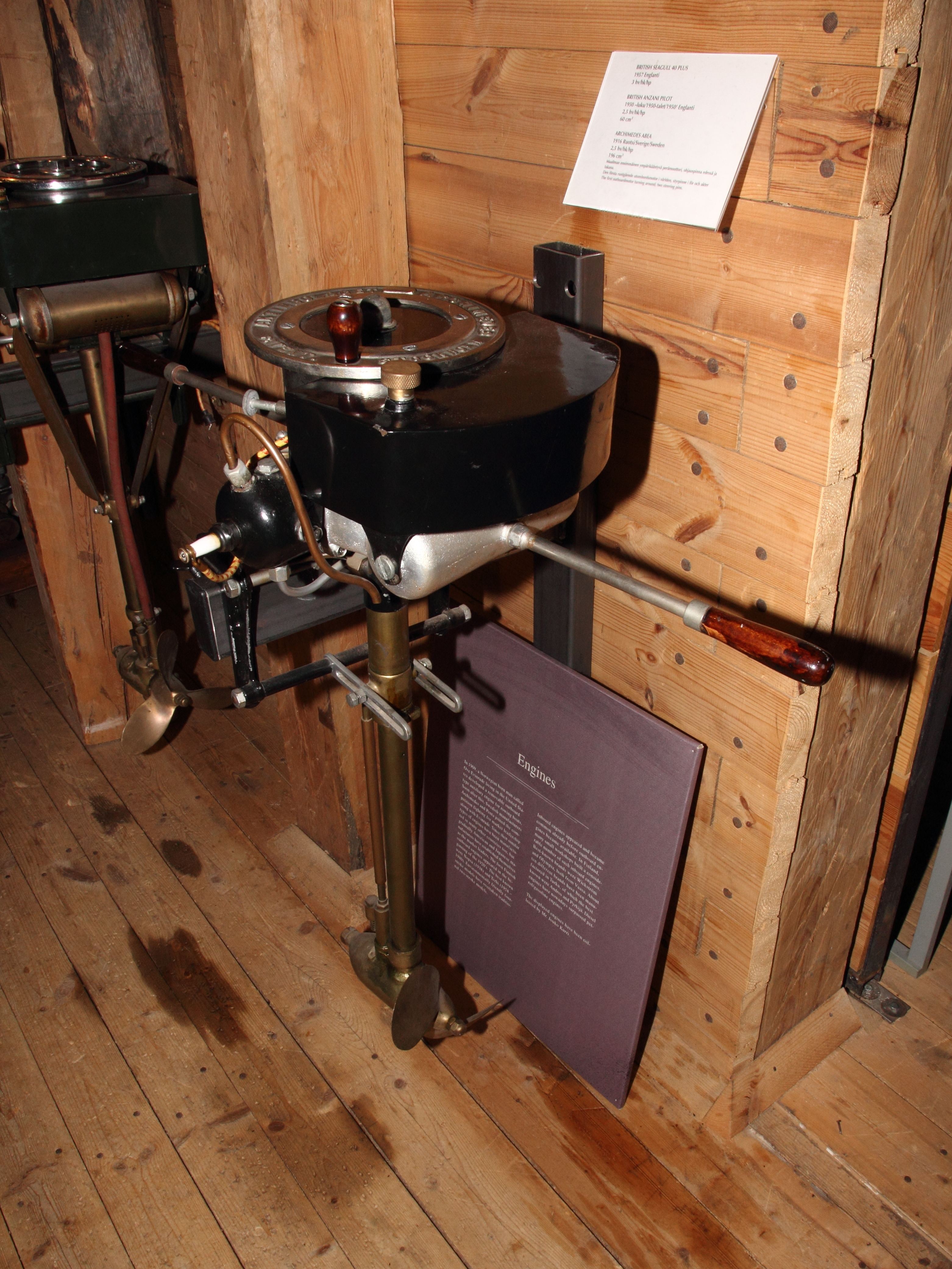
Archimedes utombortsmotor från 1916.

Den första större fabriken, D Forsells filthattfabrik, uppfördes 1884/1885 i stadsdelens nuvarande södra del. Fabriken, som sysselsatte ett hundratal arbetare, drabbades av häftig eldsvåda 1891. En cigarrfabrik tog över fabriksbyggnaderna, som återuppbyggdes. Archimedes AB, ett företag känt för sin vidareutveckling av utombordsmotorn, flyttade in i lokalerna 1907. Under ledning av bröderna C.A. och O.W. Hult konstruerades år 1912 världens första tvåcylindriga utombordsmotor. Efter detta företag heter kvarteret idag "Archimedes". AB Archimedes, som anlades 1912, var den äldsta mekaniska verkstaden av större format i Bromma. AB Archimedes övertogs senare av Electroluxkoncernen, och verksamheten lades ned 1967. Den gamla fabriksbyggnaden finns ännu kvar, och ligger i korsningen Archimedesvägen/Gårdsfogdevägen.
År 1893 flyttade Fredfors Fabriks AB sin tillverkning till nuvarande kvarteret Fredsfors. Firman hade grundats av fabrikören Fredrik Fors 1887. Tillverkningen bestod bland annat av maskinremmar, presenningar och packningar. Fabriksbyggnaderna revs 1966. På platsen uppfördes i början av 2000-talet åtta stycken flerbostadshus. År 1903 tillkom skofabriken Andersson & Björcks Skofabrik i samma kvarter, som snart kom att ha flera hundra anställda. I samma område som kvarteret Fredsfors låg Hemlyckan, som var ett stort bostadshus för arbetarna och deras familjer, det huset är idag rivet. Svenska AB Le Carbone, numera Mersen Nordic AB, som tillverkar diverse elektriska komponenter, såsom kontakter i grafit, fanns därefter i lokalerna från 1931 till 2004, då verksamheten flyttades till Kista. Fabriksbyggnaden, som fortfarande finns kvar, ligger vid Karlsbodavägen strax innan Bällsta bro. 
År 1889 byggdes ett stort tegelbruk vid Bällstaviken i det nuvarande kvarteret Linaberg, Mariehälls tegelbruk, på initiativ av ägaren till Sundbybergs gård och Mariehälls gård, Anders Petter Löfström. Han såg en stor av avsättning för tegel på Stockholmsmarknaden och tack vare sitt läge vid Bällstaån kunde teglet transporteras till Stockholm på pråmar. 3-4 miljoner tegel producerades om året och verksamheten var mycket inkomstbringande. Mariehälls tegelbruk lades ned 1907. År 1917 togs platsen i anspråk av en konststensfabrik. Denna lades dock ned redan 1931/1932. Europafilm tog därefter över fabriksbyggnaderna. Lokalerna fungerade som filmstudio fram till att de revs 2008 för att ge plats åt bostadsbebyggelse. På tomten bredvid etablerade sig Svenska Diamantbergborrnings AB med början 1907 (den första fabriksbyggnaden stod färdig 1909). Företaget tillverkade diverse elektroniska utrustningar för bergborrning och köptes upp av Atlas Copco 1960. Atlas Copco flyttade från lokalerna på 1980-talet. Fabriksbyggnaderna renoverades på 2000-talet och innehåller idag kontor.
I kvarteret Baltic etablerades med början cirka 1906 Salénius' Werkstäder, ett företag som tillverkade separatorer och mejerianläggningar. Bolaget drogs i mitten av 1910-talet in i den stora Södertäljebaserade Baltic-koncernen, vilken i sig med tiden kom att kontrolleras av AB Separator. År 1923 startades en omfattande radiotillverkning under namnet Baltic Radio. Radiotillverkningen flyttades till Lidingö i mitten av 1930-talet och uppgick senare i AGA. Olika företag fanns sedan i de industrihistoriskt intressanta byggnaderna tills de, trots motstånd från Stockholms Stadsmuseum, revs 1983. Platsen är fortfarande obebyggd, och nyttjas som upplag.

### Utvecklingen under 1900-talet

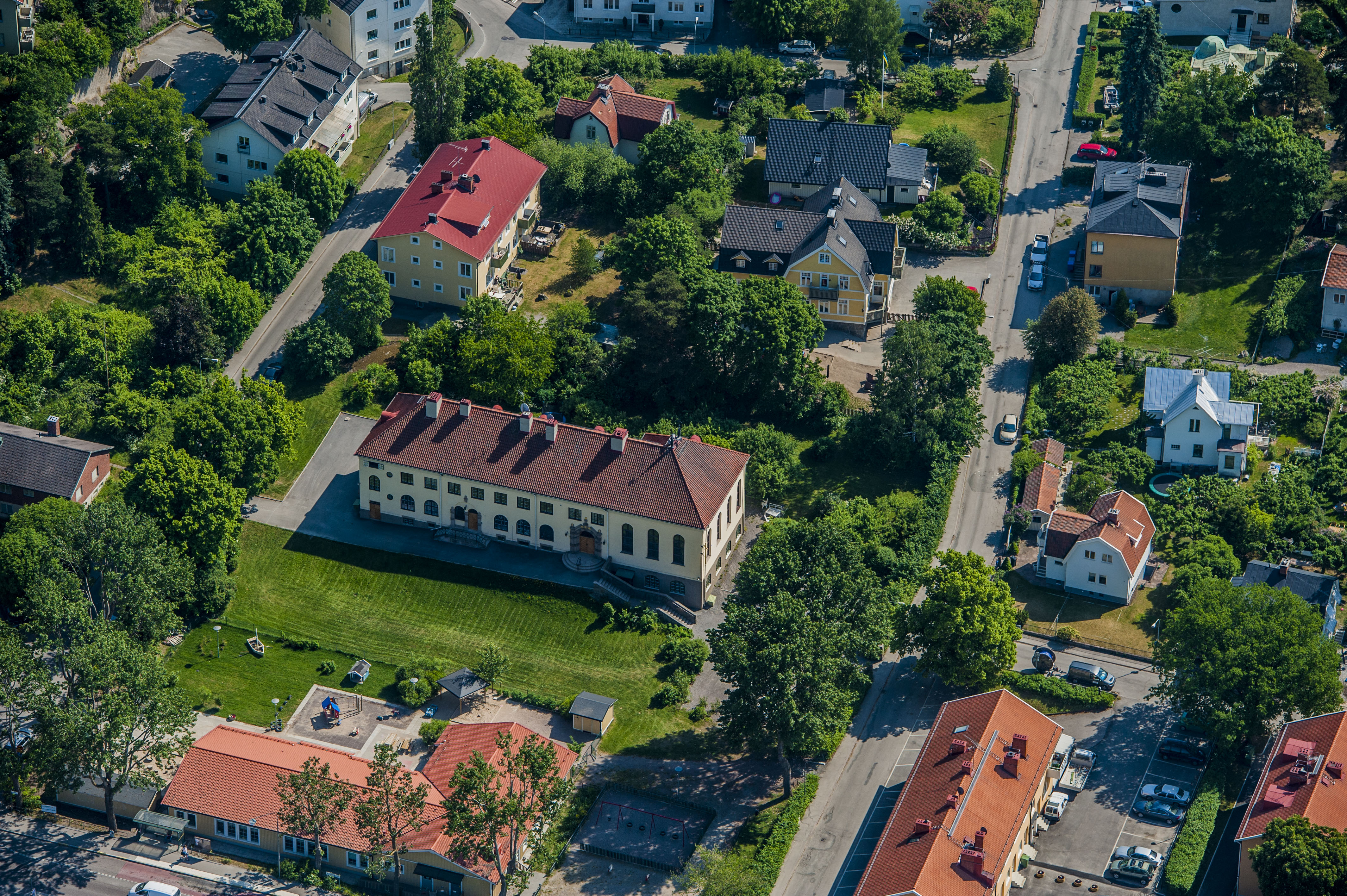
Mariehällskyrkan byggdes 1922-1924 och invigdes 1925. Före 1972 hette byggnaden Bällsta församlingshus.

Svårigheterna med att få till stånd en ordentlig stadsplan över området fortsatte även efter inkorporeringen med Stockholms stad. Först 1931 kom en plan över Mariehäll till stånd. De sydvästra delarna, det som ursprungligen var Bällsta villastad, utlades då till egnahemsområde. I de östra delarna har delvis förändringar skett under 1960-, 1970- och 1980-talen då mycket av den gamla bostadsbebyggelsen rivits. Nya stora industri- och kontorskomplex har istället tillkommit, men även moderna hyreshus. Detta till trots är områdets gamla karaktär till stor del bevarad, med en blandad bostads- och industribebyggelse.
I början av 1900-talet köptes Tallbacken inom skogsområdet Lilla Kratsboda av en köpman och anlade en handelsträdgård, Mariendals Trädgård, som till staden dagligen levererade grönsaker och blommor. Trädgårdsmästare Anderssons handelsträdgård och Mariendals Trädgård var båda i drift fram till 1940-talet.
Vid Solbergsvägen ligger Bällsta Folkets hus, som byggdes 1917. Mariehällskyrkan, före detta Bällsta församlingshus, invigdes till kyrka 1972 av biskop Ingmar Ström. Den 1 februari 1924 hade ett församlingshus med tillhörande bostad byggts. Arkitekt var Carl Alfred Danielsson-Bååk. Dekoratören och konstnären Filip Månsson anlitades för dekorationsarbetet i kyrksalen. Månsson gjorde bland annat utsmyckningarna i Sundbybergs kyrka och takmålningarna i samlingssalen vid före detta Beckomberga sjukhus. Ett av Stockholms äldsta daghem, Bromma västra daghem, som var inrymt i ett tvåvåningshus i engelsk stil låg på Klintbacken. Det startade 1929 och kallades vanligen för "krubban". Huset är idag ett flerfamiljshus, då verksamheten år 2001 flyttade till en näraliggande förskola. Utmed Bällstavägen ligger radhus som har entré från Klintbacken. I ett kulturhus från 1850-talet, Café Hemgården, har under hela 1900-talet bedrivits caféverksamhet.

### Utvecklingen under 2000-talet

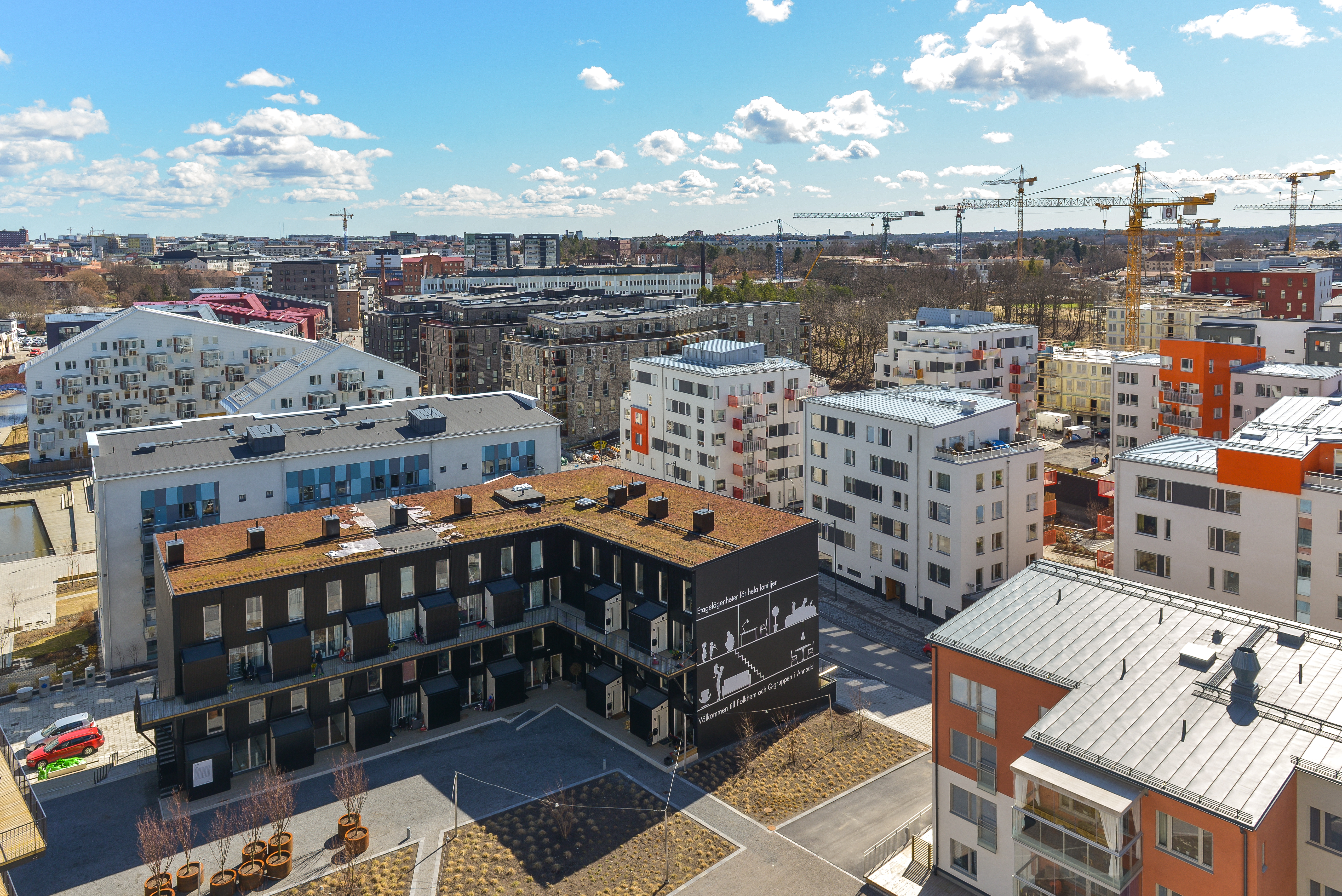
Ny bebyggelse i Annedal i april 2013.

En pågående stadsförnyelse av Mariehäll har påbörjats under 2000-talets början. Bland annat området Annedal där drygt 2 000 nya bostäder byggs i västra Mariehäll där inflyttning påbörjades under 2010.
En förlängning av Tvärbanan från Alvik till Solna kommun kommer att passera igenom Mariehäll.
En ny park vid namn Sol och Måne anlades under våren 2008 mellan Mariehälls gårds trädgård och Bällstavägen.

## Demografi
År 2020 hade stadsdelen cirka 9 609 invånare, varav cirka 28,8 procent med utländsk bakgrund.